# Geranium oreganum
Geranium oreganum là một loài thực vật có hoa trong họ Mỏ hạc. Loài này được Howell mô tả khoa học đầu tiên năm 1897.

## Hình ảnh

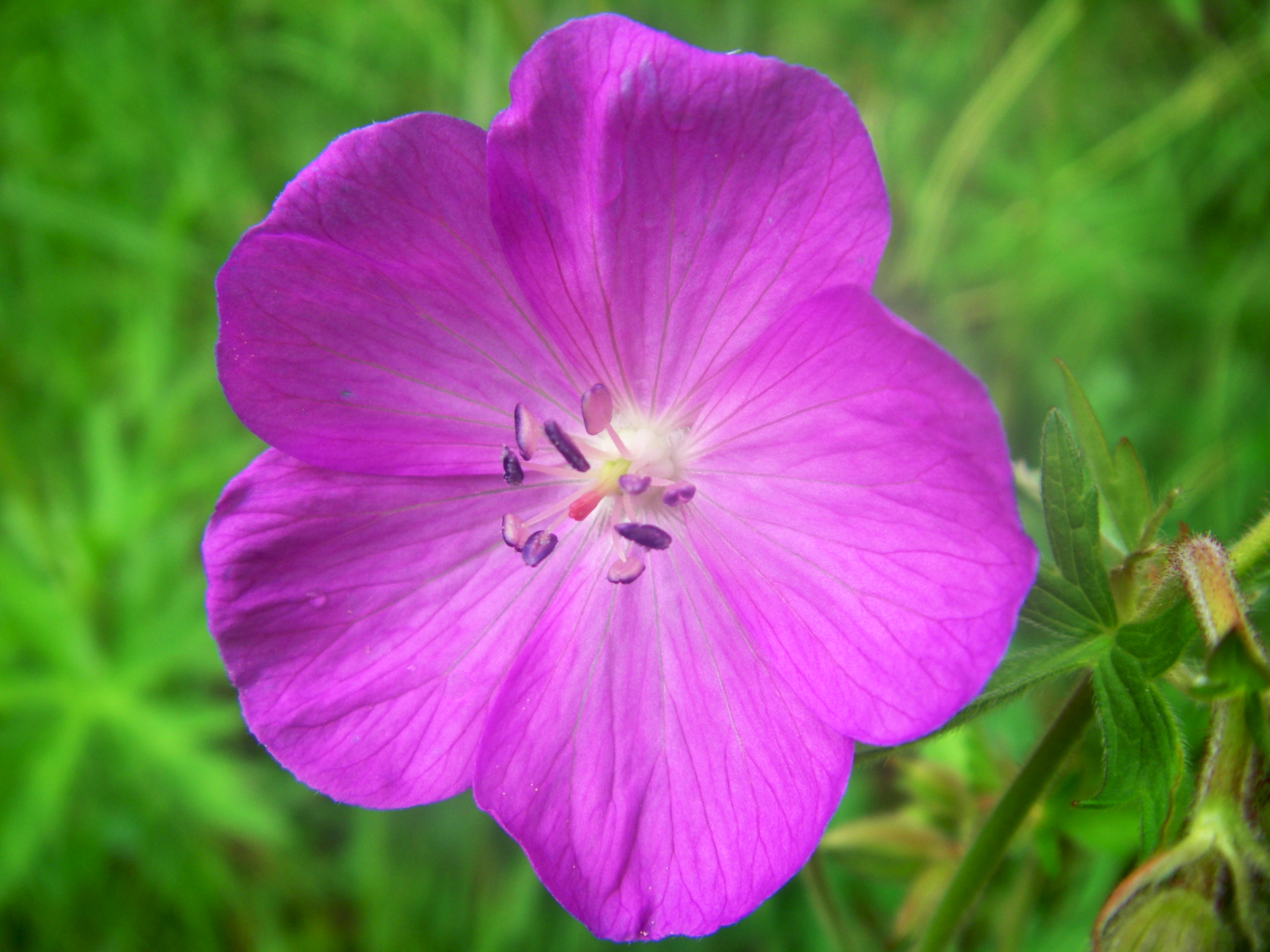